# Andy Anderson (cestista)
Andrew Emil Anderson, detto Andy (Buffalo, 6 luglio 1945 – Tallahassee, 17 giugno 2019), è stato un cestista statunitense, professionista nella ABA.

## Carriera
Venne selezionato dai Boston Celtics all'ottavo giro del Draft NBA 1967 (88ª scelta assoluta).